# 比地大駅
比地大駅（ひじだいえき）は、香川県三豊市豊中町比地大にある四国旅客鉄道（JR四国）予讃線の駅。駅番号はY17。

## 歴史
1957年（昭和32年）に上高瀬駅（現・高瀬駅）と、本山駅の間に「気動車用旅客駅」として新設された。開業当時のホームの有効長は50m。当時は3往復しかなく、通勤通学には不便なダイヤだった。その後、客車列車も停車できるだけの有効長を確保するため、近隣住民が奉仕により盛土し、ホームを延伸した逸話がある。

### 年表
- 1936年（昭和11年）：この頃より比地大村（ひじだいむら）と比地二村（ひじふたむら）の両村長が駅設置運動開始。
- 1953年（昭和28年）：当時の比地大村長が用地を国鉄に提供。
- 1957年（昭和32年）10月1日：開業[2]。
- 1987年（昭和62年）4月1日：国鉄分割民営化により四国旅客鉄道に承継[2]。

## 駅構造
単式ホーム1面1線を有する地上駅。無人駅である。駅構内にトイレはないが、駅前ロータリーに市営のトイレがある。待合室内にオレンジカード未対応の自動券売機、自動販売機が設置されている。また線路を跨いで駅北東側に、市営の二輪車置場がある。

## 利用状況
1日平均の乗車人員は以下の通り。
| 乗車人員推移 | 乗車人員推移 | 乗車人員推移 |
| 年度         | 1日平均人数  | 出典         |
| ------------ | ------------ | ------------ |
| 2004年       | 142          | [ 4 ]        |
| 2005年       | 136          | [ 4 ]        |
| 2006年       | 118          | [ 4 ]        |
| 2007年       | 136          | [ 4 ]        |
| 2008年       | 150          | [ 4 ]        |
| 2009年       | 137          | [ 5 ]        |
| 2010年       | 122          | [ 5 ]        |
| 2011年       | 124          | [ 5 ]        |
| 2012年       | 116          | [ 5 ]        |
| 2013年       | 119          | [ 5 ]        |
| 2014年       | 127          | [ 6 ]        |
| 2015年       | 131          | [ 6 ]        |
| 2016年       | 134          | [ 6 ]        |
| 2017年       | 134          | [ 6 ]        |
| 2018年       | 137          | [ 6 ]        |
| 2019年       | 120          | [ 7 ]        |

## 駅周辺

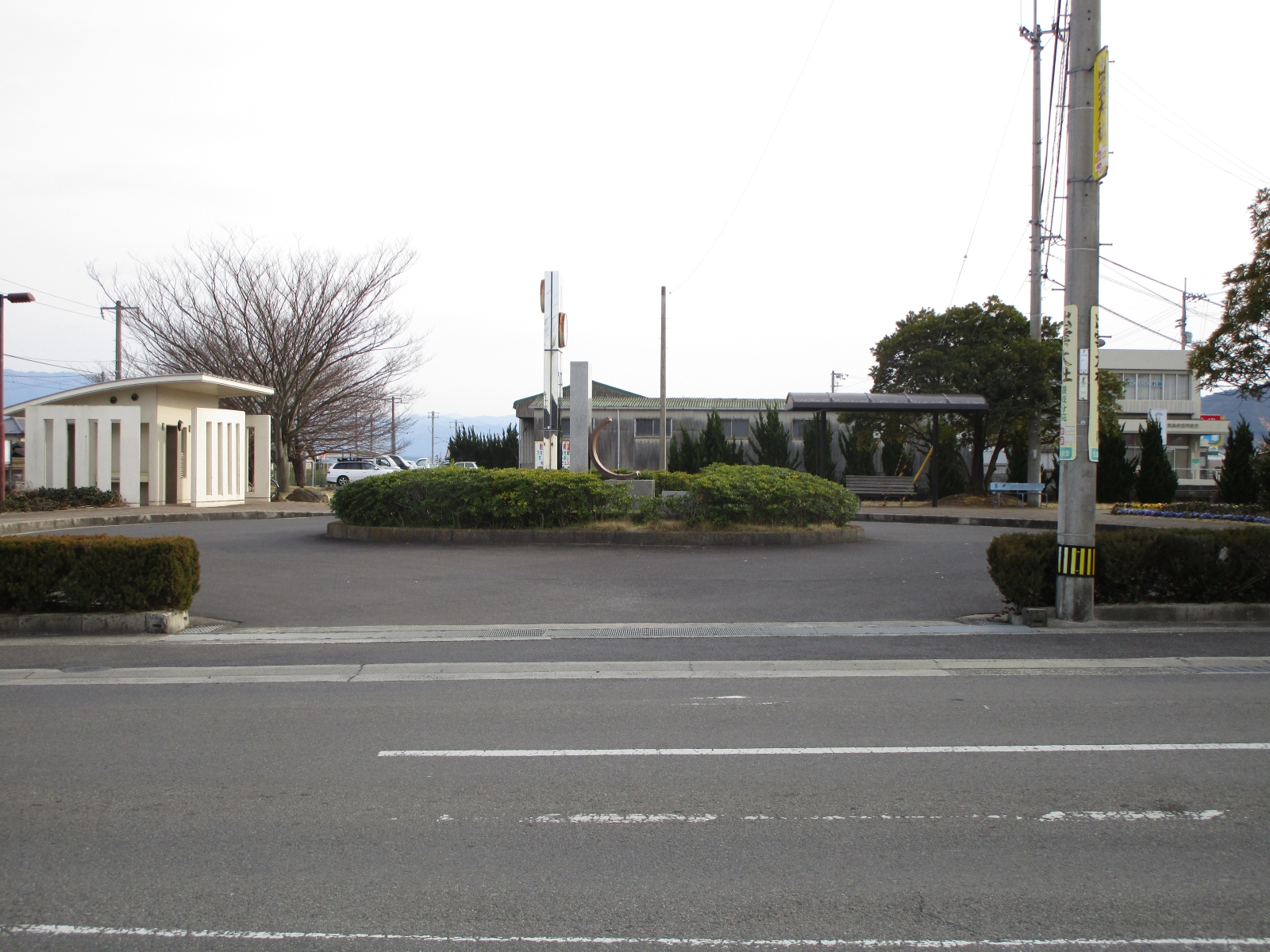
駅前ロータリー（2017年3月）

三野町吉津・詫間町へ通じる県道や、七宝山トンネルを通って仁尾町に抜ける県道ができ、交通の要所になりつつある。
- Kトレインワールド - 鉄道博物館
- 三豊市立比地大小学校
- 比地大郵便局
- 豊中町公民館比地大分館（旧比地大幼稚園）
- 出雲大社讃岐分院
- 香川県道224号岡本高瀬線
- 香川県道35号豊中三野線
- 香川県道271号豊中仁尾線

### バス路線
- 三豊市コミュニティバス 財田高瀬線

## 隣の駅
四国旅客鉄道（JR四国）
■予讃線
高瀬駅 (Y16) - 比地大駅 (Y17) - 本山駅 (Y18)